# Mateo Labra
Mateo Labra Cervelle fue un maestre de campo y político chileno, que fue presidente de la primera Asamblea Provincial de Colchagua.

## Biografía
Originario de Curicó; hijo de Lorenzo de Labra Donoso y Ana Josefa de la Cervelle Iribarren. Se casó con María Josefa Villalobos Bravo y tuvieron descendencia.
Maestre de campo, en 1786 figura empadronado entre los caballeros de Curicó. Teniente de corregidor en Curicó. Fue delegado suplente de Curicó en 1812 y 1813. Miembro del Cabildo de esta Villa.
Participó y firmó el Reglamento Constitucional Provisorio, sancionado en 26 de octubre de 1812, como empleado en la Real Casa de Moneda.
Fue elegido diputado suplente por Curicó, en el Congreso Nacional Constituyente de 1826, en el que ejerció entre el 4 de julio de 1826 y el 22 de junio de 1827. La representación de Curicó no llegó a completarse y el único suplente, Labra Cervelle, renunció a desempeñar la suplencia.
Electo diputado de la Asamblea Provincial de Colchagua, se desempeñó allí entre el 7 de diciembre de 1826 y enero de 1828, fecha de su disolución. En ese período, fue su vicepresidente (19 de enero al 19 de febrero de 1827) y su presidente (19 de febrero al 20 de marzo de 1827).
Hizo testamento en Curicó, siendo viudo, el 7 de diciembre de 1841.